# Juan Antonio Usparitza Lecumberri

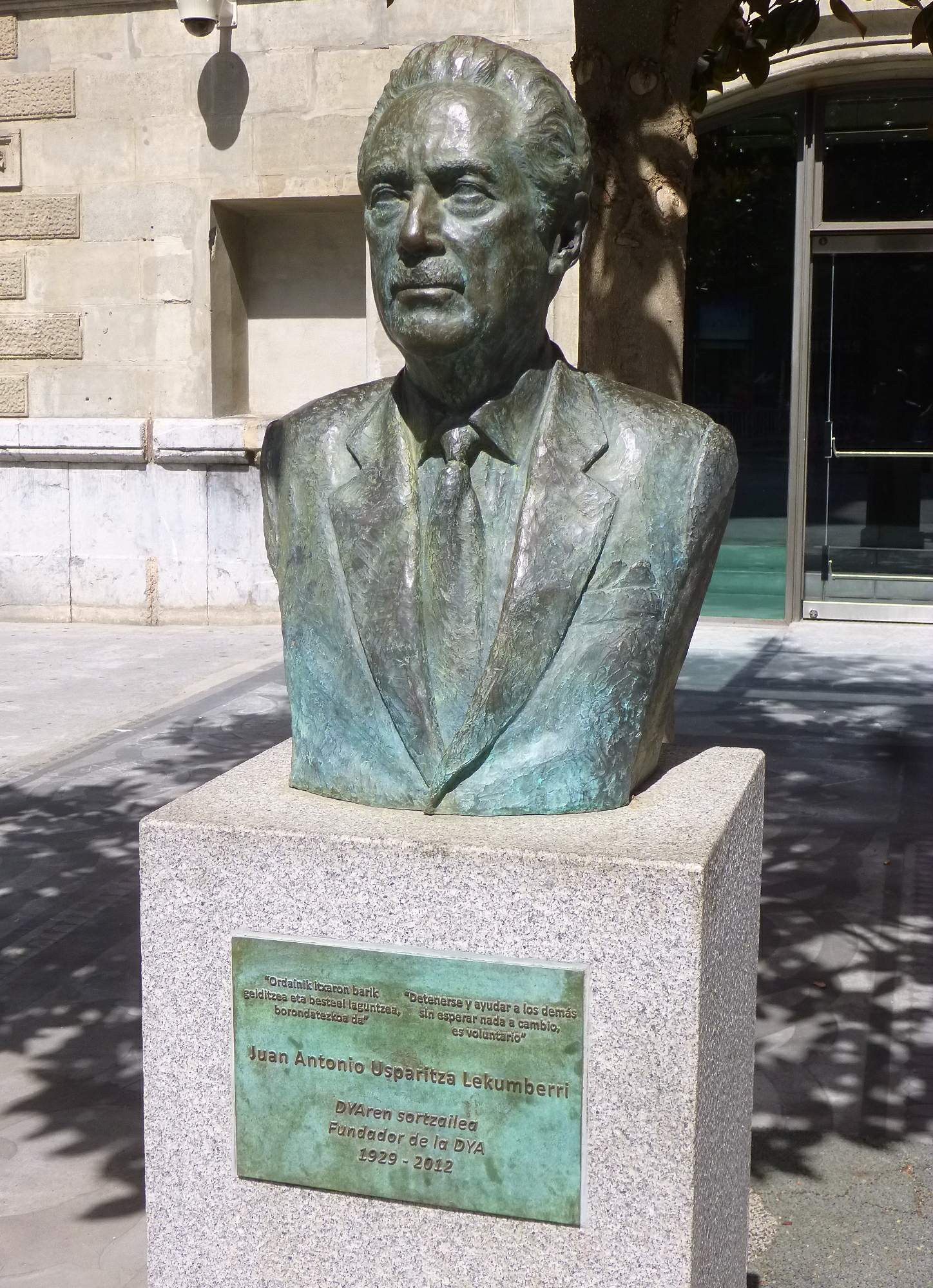
Monumento a Juan Antonio Usparitza en Bilbao

Juan Antonio Usparitza Lecumberri (Busturia, 7 de mayo de 1919 - Bilbao, 13 de enero de 2012) fue un médico ginecólogo español y fundador-presidente de la Asociación de Ayuda en Carretera DYA.

## Vocación
Juan Antonio Usparitza Lecumberri nació el 7 de mayo de 1919 en el barrio San Cristóbal de Busturia (Vizcaya), muy cerca de la ermita del patrón de los automovilistas. Hijo de un capitán de la Marina Mercante, alcalde de Deusto en 1923 y capitán de inspección de diques de Euskalduna desde 1921, Usparitza fue movilizado para la guerra civil con tan solo 18 años.
Las crueldades de las que fue testigo durante los años 1936 y 1939 en la guerra civil despertaron en él la vocación de la medicina y, una vez terminada la guerra, se matriculó en Medicina en la Universidad de Valladolid, carrera que terminó en 1945 con grado sobresaliente.
Con el título en la mano, realizó prácticas en la Maternidad de Bilbao, la clínica Deseux de Barcelona y el Hospital de Basurto (Bilbao). En este último consiguió una plaza ginecológica gracias a sus méritos académicos, pero la tuvo que rechazar debido a su práctica privada atendiendo partos a domicilio y en la clínica Dr. Valbuena de la calle Manuel Allende de Bilbao.

## Carrera y Clínica Ginecológica Usparitza
Tras decidir dedicarse enteramente a la ginecología, en 1954 inauguró en Bilbao la Clínica Ginecológica Usparitza, que actualmente se conoce como Clínica Indautxu. Este centro fue pionero a nivel del Estado español en el parto sin dolor, una práctica que posteriormente fue adoptada por muchos ginecólogos que vieron su utilidad y sus beneficios.
El doctor Usparitza tiene el honor de ser el "padre de media Vizcaya", ya que ha ayudado a nacer a casi 27.000 vizcaínos.

## Asociación de Ayuda en Carretera DYA

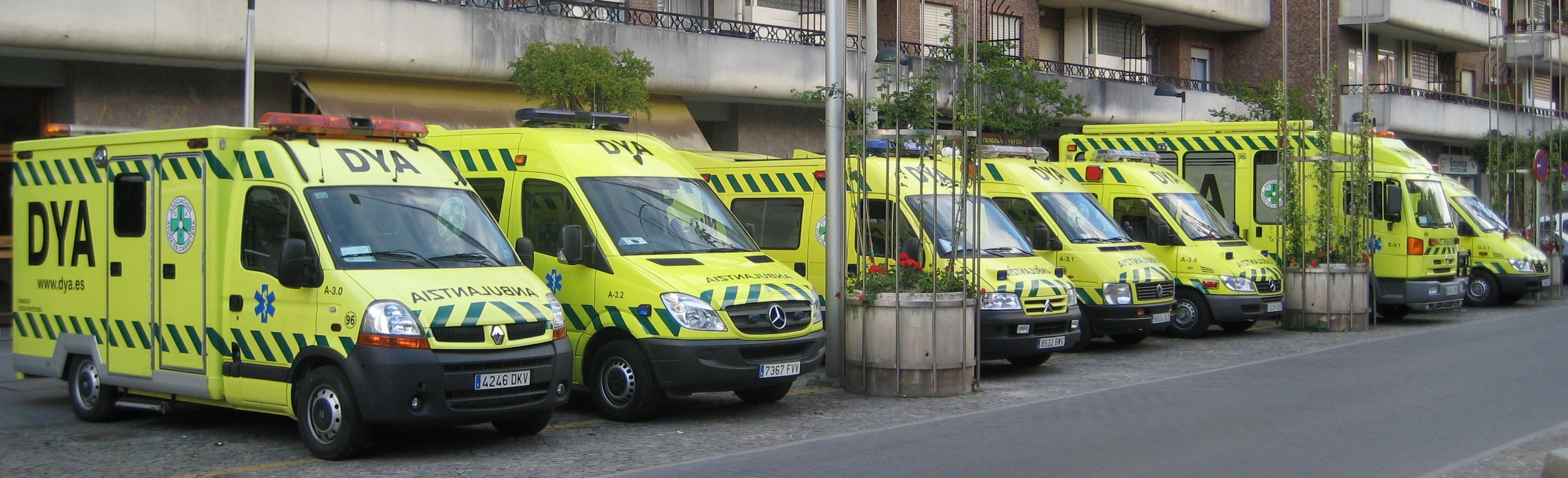
Ambulancias de la DYA aparcadas en la calle Gobelaurre/plaza de la Estación de Las Arenas (coloquialmente llamada plaza del Ajedrez)

En 1966, el doctor Juan Antonio Usparitza, junto con otros cuatro socorristas, fundó la Asociación de Ayuda en Carretera DYA (Detente y Ayuda). La idea con la que esta asociación vino al mundo fue que los conductores que circularan por las carreteras vizcaínas dispusieran de una atención humana, digna e integral. Con esto, Usparitza y los otros cuatro compañeros, en 1966 la DYA comenzó su andadura con unos recursos económicos y humanos escasos, pero con la disposición de invertir el tiempo libre de estos voluntarios en ayudar a los demás.
No fue hasta el año 1967 cuando consiguieron las ambulancias número 1 y número 2, que inmediatamente empezaron a rodar kilómetros por todo Vizcaya. En 1968 consiguió una tercera ambulancia, una cuarta en 1970 y el 10 de mayo de 1976 la asociación llegó a contar con 10 ambulancias dispuestas a salvar vidas y a ayudar en todo el territorio vizcaíno.
De esta pequeña asociación fundada por cuatro voluntarios, ha crecido una gran asociación basada en la labor fundamental y desinteresada de voluntarios que invierten su tiempo libre en ayudar a salvar vidas y a mejorar la calidad de la seguridad vial de las carreteras. 
Hoy en día las ambulancias de la DYA, reconocibles por su peculiar color amarillo, se pueden ver en la mayoría de las comunidades autónomas del Estado español, e incluso la expansión de la asociación ha llegado hasta las islas Filipinas. Hoy en día la DYA cuenta con un servicio de transporte sanitario urgente, un área de ayuda social, un grupo especial de rescate, un área de ayuda psicológica, una escuela de formación vial y sanitaria y un amplio abanico de servicios preventivos.
Indudablente, la labor de Usparitza ha sido fundamental para impulsar el voluntariado en una época difícil, dotándole de formación para poder atender de una manera humana, digna e integral a las víctimas de una urgencia. El voluntariado en el ámbito de las emergencias ha dado un vuelco gracias a este doctor.

## Currículum
- Presidente de la Sociedad Deportiva Indautxu.
- Presidente y fundador de la Asociación Pro-Defensa de la Vida.
- Fundador del Jazz Club de Bilbao.
- Primer vicepresidente de Lions Club de Bilbao.
- Miembro del Club Europeo de la Salud.
- Profesor de Formación Vial del Departamento de Interior del Gobierno Vasco.
- Autor del manual Primeros auxilios en carretera (1968), y director y guionista de la película del mismo título que se realizó en 1969 de la cual todavía se conservan copias en la Jefatura Central de Tráfico y en la Academia de Arkaute. Este filme fue presentado en las II Jornadas Internacionales de Cine Médico de San Sebastián ante los doctores Barnard y Castroviejo, que agradecieron a la DYA su labor y firmaron en el manual que dio origen a la cinta.
- Reconocido experto en seguridad vial con más de 100 artículos publicados.
- Colaborador habitual de los medios de comunicación con más de 15 intervenciones semanales en radio y televisión.

## Distinciones, reconocimientos y premios

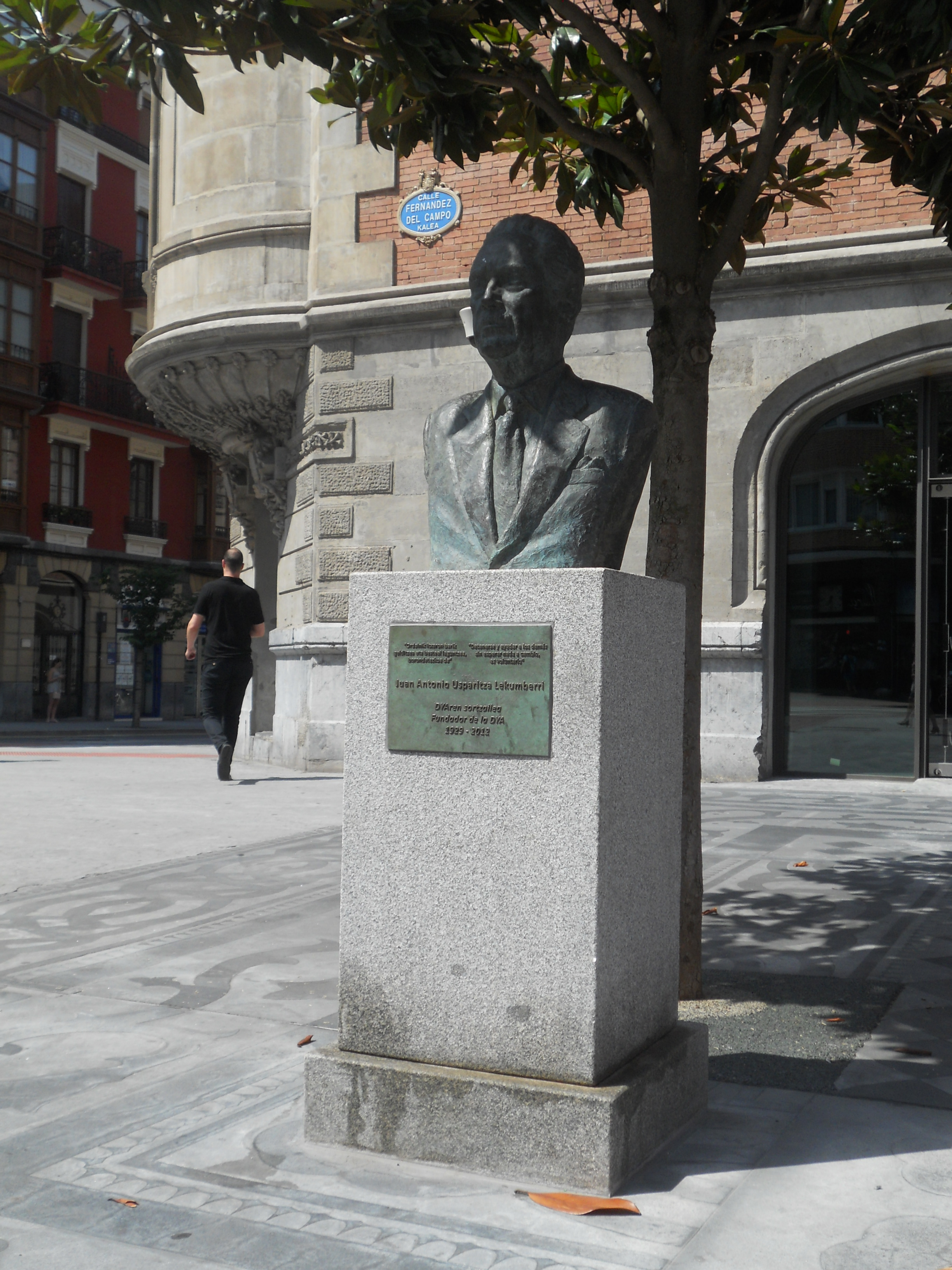
Busto de Juan Antonio Usparitza en las cercanías de su domicilio, su antigua clínica y la sede actual de la DYA, en Bilbao.

- “Cruz de Oficial de la Orden del Mérito Civil” (1971), por los relevantes méritos a la dedicación en defensa de las vidas.
- “Medalla de Honor” de la Federación Guipuzcoana de Salvamento y Socorrismo.
- “Destacado” de la revista “Velocidad” (1971).
- Segundo Clasificado del “IV Concurso Nacional de Prensa” (1970), por la Jefatura Central de Tráfico.
- “Premio CLÍNICA EUSKALDUNA” (2007), por la aportación a la sanidad vasca y española en la prevención y atención a las víctimas de tráfico.
- “Homenaje Hospital de Cruces” (2009), por ser uno de los precursores en el transporte sanitario.
- "Homenaje SEMICYUC", (2011) SEMICYUC rindió un merecido homenaje al Dr. Usparitza.

## Últimos años
Desde que fundó la DYA,  el doctor Usparitza se ha volcado en cuerpo y alma en ella en la medida en que su salud se lo ha permitido, ya que durante sus últimos años ha estado en un largo tratamiento por una enfermedad, que muchas veces le ha impedido hacer funciones de voluntario y presidente en la asociación. Aun así, sólo se apartó de estas funciones y de sus colaboraciones en programas de radio, muy frecuentes, hasta dos semanas antes de su muerte.
Falleció en su casa de Bilbao la mañana del 13 de enero de 2012 a los 92 años de edad. Fueron múltiples los reconocimientos hacia su persona y las muestras de pésame y condolencia enviadas a la familia y a la DYA desde diferentes organismos públicos y privados.